# دانشگاه اولدنبورگ

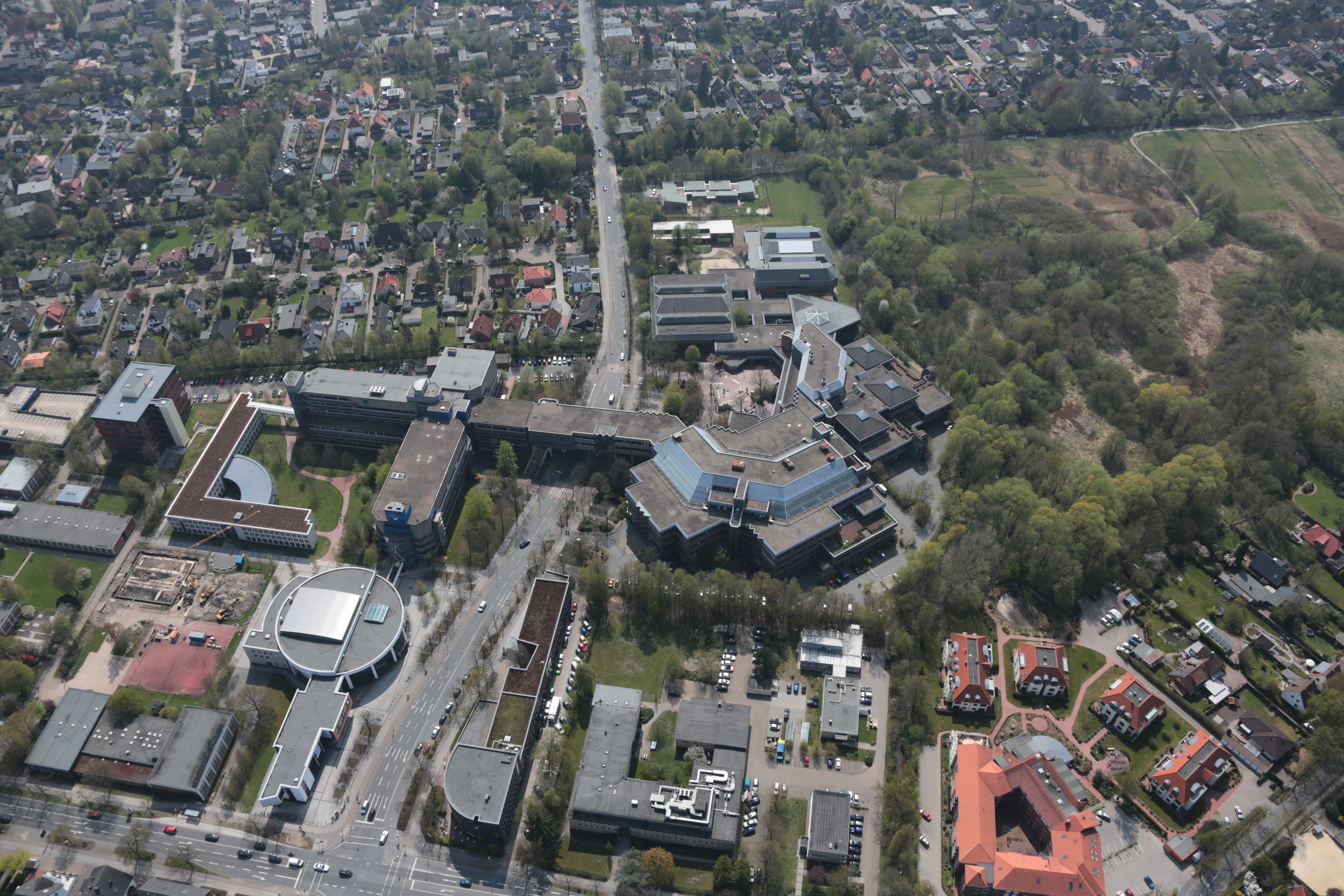
نگارهٔ هوایی از دانشگاه اولدنبورگ

دانشگاه کارل فون اوسیتزکی اولدنبورگ (آلمانی: Carl von Ossietzky Universität Oldenburg) یک دانشگاه دولتی در اولدنبورگ، در ایالت نیدرزاکسن در شمال غرب آلمان است.
این دانشگاه نام برندهٔ جایزهٔ صلح نوبل، کارل فون اوسیتزکی را بر خود دارد.

## دانشکده‌ها
1. علوم پرورشی و آموزش و پرورش
2. دانش رایانه، حقوق، و اقتصاد
3. زبان‌شناسی و مطالعات فرهنگی
4. علوم اجتماعی
5. ریاضیات و علوم طبیعی
6. پزشکی و دانش‌های سلامتی